# 스타코링크
스타코링크(영어: Staco Link Co. Ltd.)는 중국 최대 모바일 게임사인 룽투게임(LongtuGame co., Ltd. Inc.)이 2015년 온라인 교육 서비스 업체 아이넷스쿨을 인수하여 국내 시장에 첫 발을 내디뎠다. 2024년 룽투코리아에서 현재의 사명으로 변경하였다.

## 역사
스타코링크는 모회사인 중국 룽투게임의 기술력과 개발력에 기반한 우수한 모바일 게임의 국내 퍼블리싱 사업을 전개했었으며, 자체 IP는 물론 국내외 유명 IP 확보하기 위한 투자 사업 및  확보된 IP를 기반으로 게임 등 다양한 콘텐츠를 제작하고 배급하는 사업을 진행하고 있다. 대표적인 것이 크로스파이어, 열혈강호, 검과마법 등이다. 특히, 자회사인 THE E&M을 통해 실시간 방송, 게임, 교육, 영화, 드라마 등 다양한 포트폴리오를 구축하여 종합 엔터테인먼트 회사로서 입지를 강화하고 있다.

## 제휴사
- 카카오게임즈